# Evol (альбом Фьючера)
| Совокупная оценка    | Совокупная оценка |
| Источник             | Оценка            |
| -------------------- | ----------------- |
| AnyDecentMusic?      | 6.8/10            |
| Metacritic           | 68/100            |
| Оценки критиков      |                   |
| Источник             | Оценка            |
| AllMusic             | [ 3 ]             |
| Billboard            | [ 4 ]             |
| Clash                | 8/10              |
| Consequence of Sound | B+                |
| The Guardian         | [ 7 ]             |
| HipHopDX             | 3.0/5             |
| Pitchfork            | 7.3/10            |
| PopMatters           | 6/10              |
| Spin                 | 8/10              |
| XXL                  | 4/5               |

Evol — четвёртый студийный альбом американского хип-хоп-исполнителя и музыкального продюсера Фьючера (Future), выпущенный 6 февраля 2016 года на лейблах A1, Freebandz и Epic. Он сразу возглавил хит-парад Billboard 200 (США), во второй раз в карьере исполнителя.
1 февраля 2016 года рэпер DJ Khaled сообщил, что он появится на премьере нового 4-го альбома Фьючера в шоу We The Best Radio на Beats 1. Фьючер тогда анонсировал название альбома, дату релиза и обложку диска вместе с трек-листом.

## Отзывы
Альбом получил положительные отзывы музыкальной критики и интернет-изданий: Metacritic, Billboard, Pitchfork, The 405, Consequence of Sound, Clash, Spin, XXL,  The Line of Best Fit, HipHopDX, The Guardian,  PopMatters, The Independent.

## Коммерческий успех
Evol дебютировал на позиции № 1 в американском основном хит-параде Billboard 200 с тиражом 134,000 альбомных эквивалентных единиц, включая 100,000 копий и более 25 млн стримов. Evol стал третьим чарттоппером для Фьючера в Billboard 200. К марту 2016 года тираж достиг 125,000 копий в США.

## Список композиций
| №                   | Название                            | Автор(ы)                                                     | Продюсеры                                        | Длительность |
| ------------------- | ----------------------------------- | ------------------------------------------------------------ | ------------------------------------------------ | ------------ |
| 1.                  | «Ain't No Time»                     | Nayvadius Wilburn Joshua Luellen                             | Southside                                        | 3:22         |
| 2.                  | «In Her Mouth»                      | Wilburn Luellen                                              | Southside                                        | 3:12         |
| 3.                  | «Maybach»                           | Wilburn Luellen                                              | Southside                                        | 3:40         |
| 4.                  | «Xanny Family»                      | Wilburn Leland Wayne Luellen                                 | Metro Boomin Southside                           | 3:05         |
| 5.                  | «Lil Haiti Baby»                    | Wilburn Benjamin Diehl Ian Lewis Khaled Khaled               | Ben Billions Schife Karbeen                      | 4:37         |
| 6.                  | «Photo Copied»                      | Wilburn Luellen                                              | Southside                                        | 2:52         |
| 7.                  | «Seven Rings»                       | Wilburn Bryan Simmons Terrell McNeal Lionel Nealy            | TM88 MP808                                       | 3:25         |
| 8.                  | «Lie to Me»                         | Wilburn Gary Hill John McGee                                 | DJ Spinz SK                                      | 3:32         |
| 9.                  | «Program»                           | Wilburn Luellen                                              | Southside                                        | 2:56         |
| 10.                 | «Low Life» (при участии The Weeknd) | Wilburn Abel Tesfaye Diehl Jason Quenneville Martin McKinney | Metro Boomin Ben Billions DaHeala The Weeknd [a] | 5:13         |
| 11.                 | «Fly Shit Only»                     | Wilburn Hill McGee                                           | DJ Spinz SK                                      | 3:32         |
| Общая длительность: | Общая длительность:                 | Общая длительность:                                          | Общая длительность:                              | 39:26        |

| №                   | Название            | Автор(ы)                          | Продюсер(ы)            | Длительность |
| ------------------- | ------------------- | --------------------------------- | ---------------------- | ------------ |
| 12.                 | «Wicked»            | Wilburn Wayne Luellen Özcan Deniz | Metro Boomin Southside | 2:53         |
| Общая длительность: | Общая длительность: | Общая длительность:               | Общая длительность:    | 42:19        |

Замечания
- ↑  сопродюсер

## Чарты
| Чарт (2016)                            | Наивысшая позиция |
| -------------------------------------- | ----------------- |
| Австралия (ARIA)                       | 31                |
| Бельгия/Фландрия (Ultratop)            | 96                |
| Бельгия/Валлония (Ultratop)            | 146               |
| Канада (Canadian Albums Chart)         | 5                 |
| Нидерланды (Album Top 100)             | 82                |
| Франция (SNEP)                         | 95                |
| Великобритания (UK Albums Chart)       | 34                |
| Великобритания (UK R&B Albums Chart)   | 3                 |
| США (Billboard 200)                    | 1                 |
| США (Billboard Top R&B/Hip-Hop Albums) | 1                 |

| Чарт (2016)      | Позиция |
| ---------------- | ------- |
| US Billboard 200 | 32      |

## Сертификации
| Регион | Сертификация | Продажи   |
| --- | ------------ | --------- |
| США (RIAA) | Платиновый   | 1 000 000 |
| * Данные о продажах приведены только на основе сертификации. ^ Данные о тиражах приведены только на основе сертификации. |              |           |